# Aureliu
Aureliu este un prenume masculin românesc care se poate referi la:
- Aureliu Busuioc
- Aureliu Leca
- Aureliu Manea
- Aureliu Antoninio Praedetis
- Aureliu Emil Săndulescu